# Pallacanestro Varese 2000-2001
La Pallacanestro Varese 2000-2001 ha preso parte al campionato di Serie A1 e alla Supercoppa Italiana.
La squadra si è classificata al 11º posto della Serie A1 ed è stata eliminata agli ottavi di finale della Supercoppa Italiana dalla Scaligera Verona.

## Verdetti stagionali
Competizioni nazionali
- Serie A1:

stagione regolare: 11º posto su 18 squadre (13-21)
- Supercoppa Italiana

eliminata agli ottavi di finale

## Storia
Sulla panchina è scelto Federico Danna, tuttavia esonerato dopo un record di due vittorie e nove sconfitte. Al suo posto, arriva a stagione in corso Gianfranco Lombardi, che termina la stagione con undici vittorie e dodici sconfitte.
Nella Supercoppa Italiana, disputatasi fra il 4 settembre 2000 e il 7 ottobre 2000, vince il Girone H, dove sono inserite anche Cantù, Biella e Milano. Agli ottavi di finale affronta Verona, vincendo la gara di andata con uno scarto di 16 punti, ma perdendo il ritorno di 29 e venendo, quindi, eliminata.

## Roster
| Giocatori |
| --------- |

|    | Naz.                   | Ruolo | Sportivo                 | Anno | Alt. | Peso | Note |
| -- | ---------------------- | ----- | ------------------------ | ---- | ---- | ---- | ---- |
| 20 | Italia (bandiera)      | P     | Gianmarco Pozzecco       | 1972 | 185  | 78   |      |
| 18 | Stati Uniti (bandiera) | C     | Albert Burditt           | 1972 | 205  | 106  |      |
| 7  | Stati Uniti (bandiera) | A     | Herb Jones               | 1970 | 195  | 90   |      |
| 8  | Italia (bandiera)      | A     | Francesco Vescovi        | 1964 | 200  | 100  |      |
| 17 | Stati Uniti (bandiera) | G     | Geno Carlisle            | 1976 | 189  | 80   |      |
| 10 | Germania (bandiera)    | G     | Denis Wucherer           | 1973 | 196  | 96   |      |
| 19 | Italia (bandiera)      | C     | Roberto Cazzaniga        | 1978 | 207  | 92   |      |
| 13 | Italia (bandiera)      | AG    | Christian Di Giuliomaria | 1979 | 210  | 108  |      |
| 6  | Italia (bandiera)      | P     | Alessandro Davolio       | 1975 | 188  | 85   |      |
| 12 | Germania (bandiera)    | C     | Tim Nees                 | 1971 | 209  | 100  |      |
| 14 | Italia (bandiera)      | C     | Cristiano Zanus Fortes   | 1971 | 206  | 112  |      |
|    | Italia (bandiera)      | AP    | Mario Gigena             | 1977 | 196  | 95   |      |
| 5  | Italia (bandiera)      | AG    | Marco Allegretti         | 1981 | 204  | 107  |      |
|    | Italia (bandiera)      | AG    | Francesco Conti          | 1983 | 200  | 93   |      |

| Staff tecnico                                     |
| ------------------------------------------------- |
| Allenatore: Gianfranco Lombardi (dal 26 dicembre) |
| Allenatore: Federico Danna (fino al 25 dicembre)  |

| Legenda    |
| ---------- |
| = Capitano |

## Risultati

### Campionato

#### Girone di andata
| 15 ottobre 2000 | Pall. Varese | 62 – 80 referto | Fortitudo Bologna |  |

| 22 ottobre 2000 | Scandone Avellino | 98 – 79 referto | Pall. Varese |  |

| 29 ottobre 2000 | Pall. Varese | 94 – 97 referto | A. Costa Imola |  |

| 5 novembre 2000 | Virtus Roma | 85 – 83 referto | Pall. Varese |  |

| 12 novembre 2000 | Pall. Varese | 110 – 96 referto | Pall. Cantù |  |

| 19 novembre 2000 | Basket Rimini | 90 – 86 referto | Pall. Varese |  |

| 1º dicembre 2000 | Pall. Varese | 90 – 106 referto | Scaligera Verona |  |

| 4 dicembre 2000 | Pall. Varese | 103 – 94 referto | Amici Pall. Udinese |  |

| 10 dicembre 2000 | Virtus Bologna | 89 – 74 referto | Pall. Varese |  |

| 16 dicembre 2000 | Pall. Varese | 81 – 92 referto | V.L. Pesaro |  |

| 23 dicembre 2000 | Mens Sana Siena | 113 – 84 referto | Pall. Varese |  |

| 28 dicembre 2000 | Pall. Varese | 91 – 82 referto | RB Montecatini |  |

| 30 dicembre 2000 | Viola R. Calabria | 78 – 82 referto | Pall. Varese |  |

| 2 gennaio 2001 | Olimpia Milano | 109 – 91 referto | Pall. Varese |  |

| 7 gennaio 2001 | Pall. Varese | 95 – 75 referto | Pall. Trieste |  |

| 14 gennaio 2001 | Pall. Treviso | 97 – 78 referto | Pall. Varese |  |

| 21 gennaio 2001 | Pall. Varese | 101 – 97 referto | Pall. Roseto |  |

#### Girone di ritorno
| 29 gennaio 2001 | Fortitudo Bologna | 94 – 84 referto | Pall. Varese |  |

| 4 febbraio 2001 | Pall. Varese | 87 – 92 referto | Scandone Avellino |  |

| 11 febbraio 2001 | A. Costa Imola | 101 – 86 referto | Pall. Varese |  |

| 13 febbraio 2001 | Pall. Varese | 91 – 101 referto | Virtus Roma |  |

| 18 febbraio 2001 | Pall. Cantù | 81 – 85 referto | Pall. Varese |  |

| 25 febbraio 2001 | Scaligera Verona | 104 – 101 referto | Pall. Varese |  |

| 27 febbraio 2001 | Pall. Varese | 108 – 88 referto | Basket Rimini |  |

| 4 marzo 2001 | Amici Pall. Udinese | 103 – 85 referto | Pall. Varese |  |

| 11 marzo 2001 | Pall. Varese | 108 – 107 referto | Virtus Bologna |  |

| 13 marzo 2001 | V.L. Pesaro | 115 – 79 referto | Pall. Varese |  |

| 18 marzo 2001 | Pall. Varese | 99 – 96 referto | Mens Sana Siena |  |

| 25 marzo 2001 | RB Montecatini | 91 – 87 referto | Pall. Varese |  |

| 2 aprile 2001 | Pall. Varese | 103 – 99 referto | Viola R. Calabria |  |

| 7 aprile 2001 | Pall. Varese | 107 – 90 referto | Olimpia Milano |  |

| 14 aprile 2001 | Pall. Trieste | 80 – 81 referto | Pall. Varese |  |

| 22 aprile 2001 | Pall. Varese | 73 – 97 referto | Pall. Treviso |  |

| 6 maggio 2001 | Pall. Roseto | 93 – 72 referto | Pall. Varese |  |

### Supercoppa Italiana

#### Girone H
|  | Pall. Cantù | 77 – 67 | Pall. Varese |  |

|  | Pall. Varese | 87 – 79 | Pall. Biella |  |

|  | Pall. Varese | 103 – 71 | Olimpia Milano |  |

|  | Pall. Varese | 83 – 102 | Pall. Cantù |  |

|  | Pall. Biella | 98 – 96 | Pall. Varese |  |

|  | Olimpia Milano | 67 – 86 | Pall. Varese |  |

#### Ottavi di finale
|  | Pall. Varese | 81 – 65 | Scaligera Verona |  |

|  | Scaligera Verona | 68 – 97 | Pall. Varese |  |